# Jessheimfanden
Jessheimfanden er den norske hiphopartist Diaz' "afskedsalbum" som blev udgivet den 27. marts 2006 af selskabet Nordic Records. På CD'en med 15 numre rapper Diaz udelukkende på norsk. På tracket Kred Til Middag afslører Diaz, at han tydeligt har fået nok af branchen.

## Sporliste
| Tracktitel                    | Tracklængde |
| ----------------------------- | ----------- |
| Intro                         | 1:13        |
| Fanden                        | 3:16        |
| D.I.A.Z.                      | 3:34        |
| Mitt Stille Vann              | 3:29        |
| D Som Skjer                   | 4:15        |
| Dratesies                     | 4:34        |
| 112                           | 3:45        |
| Jepp Mann                     | 3:43        |
| Guds Plan                     | 2:42        |
| Støgg                         | 3:54        |
| Ikke Alene                    | 4:23        |
| Kred Til Middag               | 3:00        |
| Moderne Loffervise            | 2:57        |
| Outro                         | 1:16        |
| Bonusspor: Mitt Stille Vann 2 | 3:28        |